# Oshima (provincia)
Oshima, scritta ufficialmente Oshima no Kuni (giapponese: 渡島国), fu una provincia del Giappone. Corrisponde alla zona sud dell'odierna Sottoprefettura di Nemuro, che fa parte della Prefettura di Hokkaidō, nel Giappone settentrionale.

## Storia
- 15 agosto 1869: viene istituita la provincia di Oshima con 7 distretti
- 1872: la provincia conta 75 830 abitanti
- Luglio 1881 i distretti di Tsugaru e Fukushima si fondono a formare il distretto di Matsumae, riducendo il numero dei distretti a 6.
- 1882: la provincia si dissolve in Hokkaido.

## Distretti
- Kameda (亀田郡)
- Kayabe (茅部郡)
- Kamiiso (上磯郡)
- Fukushima (福島郡)
- Tsugaru (津軽郡)
- Hiyama (檜山郡)
- Nishi (爾志郡)